# Касиопе
 Тази статия е за античния град.  За съвременното село вижте Касиопи (Корфу).  
Касиопе, а също Касиопия и Касиопея (на старогръцки: Κασσώπη) е античен епирски град на теспротите. 
Касиопе е най-южно разположения епиротски град в непосредствена близост до древногръцка Амбракия.
Заема прекрасна и същевременна отдалечена позиция на висока скална платформа, естествено недостъпна, с изглед към Йонийско море и към Амбракийския залив - с плодородната му равнина на юг от крепостта и северно от залива. Намира се по склоновете на планината или по-скоро възвишението известно днес като Залого, по един епизод от т.нар. сулиотска война.
Касиопе се смята за един от най-добре запазените антични градове в Епир и Гърция. Построен с прави улици по план на Хиподам Милетски. 
Въпреки че е епиротски, градът се включва в етолийската лига. Сече собствени монети. Разрушен от римската армия през 168/167 г. пр.н.е. Останалите му жители се преселват в 31 г. пр.н.е. в близкия Никопол.
Общата дължина на стените му е около 6 км, а максималната им височина 10 м, с ширина 3-5 м. Градът има два основни входа – източен и западен. Има разкрита древномакедонска гробница и общо четири некропола, както многобройни внушителни обществени сгради - театри, одеон, булевтерион, вкл. антична странноприемница (катогогеион).